# Richard Stahlmann
Richard Stahlmann, właśc. Artur Illner, ps. Eberhard Rosenthal, Рихард Павлович (ur. 15 października 1891 w Królewcu, zm. 25 grudnia 1974 w Berlinie Wschodnim) – niemiecki komunista, dziennikarz, wojskowy, pułkownik Stasi.

## Życiorys
Urodzony w rodzinie robotniczej, 1897–1905 uczył się w szkole ludowej, później pracował jako stolarz w Królewcu, związał się z ruchem lewicowym. 1910 chcąc uniknąć poboru do wojska próbował przedostać się do Belgii, jednak przy przekraczaniu granicy został złapany przez belgijską policję i przekazany niemieckim władzom. Od października 1911 do października 1913 odbywał służbę wojskową w niemieckiej armii cesarskiej, na początku I wojny światowej ponownie zmobilizowany. Walczył w pułku piechoty na Froncie Wschodnim, 1915 ranny, od 1916 walczył w Belgii. W lipcu 1917 wzięty do niewoli przez Anglików na terytorium Francji i wysłany do obozu jenieckiego w Hawrze, po zwolnieniu 1919 wrócił do Królewca i wstąpił do nowo powstałej KPD i Związku Spartakusa.
Zajmował się organizacją związków zawodowych, od 1923 pracował w aparacie wojskowo-politycznym KPD, oficjalnie pracował jako cieśla, organizował nielegalne magazyny broni i pomagał w przygotowaniu zbrojnego powstania komunistów w Hamburgu w październiku 1923. Po stłumieniu powstania wyjechał do Belgii, gdzie nawiązał współpracę z wywiadem ZSRR, 1924 wyjechał do ZSRR, przyjął radzieckie obywatelstwo i wstąpił do RKP(b), 1924–1925 był na kursach wojskowo-politycznych w szkole RKP(b) (lub Kominternu). Został instruktorem Komitetu Wykonawczego Kominternu, pracował w Razwieduprze Sztabu Armii Czerwonej, kilkakrotnie nielegalnie wyjeżdżał za granicę, wypełniając zadania sowieckiego wywiadu – m.in. do Chin (w sierpniu 1927, wziął udział w powstaniu w Kantonie), do Czechosłowacji (1928–1929; współpracował z Robertem Korbem), do W. Brytanii (1929), Holandii (1930) i Francji (1930–1931 był w Alzacji i Lotaryngii). W latach 1931–1932 instruktor w Międzynarodowej Leninowskiej Szkole Kominternu (Международная ленинская школа); jego słuchaczami byli m.in. Wilhelm Zaisser, Erich Mielke i Markus Wolf. Od 1932 w Belgii był sekretarzem Georgi Dymitrowa i jednocześnie głównym  redaktorem gazety „Federacja Bałkańska”, po pożarze Reichstagu uciekł do Wiednia, następnie do Zurychu (jego żona 10 kwietnia 1933 została aresztowana przez gestapo, jednak zwolniono ją z powodu choroby), gdzie w styczniu 1934 wznowił wydawanie gazety pod zmienioną nazwą „Korespondent Bałkański”; później przeniósł się do Paryża.
Po wybuchu wojny domowej w Hiszpanii 1936 wyjechał tam, by wziąć udział w walkach, i dowodził oddziałem partyzanckim. 10 grudnia 1937 został wezwany do Moskwy, jednak wrócił do Paryża, gdzie kontynuował wydawanie gazety. Na początku 1940 wyjechał do Moskwy, w październiku 1940 wysłany do organizowania zagranicznych struktur KPD w Sztokholmie, gdzie pracował do końca wojny. W styczniu 1946 wrócił ze Szwecji do Niemiec, po czym pracował w komitecie KPD Meklemburgii-Pomorza Przedniego, a od maja 1946 pracował w Wydziale Transportu KC SED. We wrześniu 1951 wstąpił do Stasi, od 1951 do lipca 1953 był I zastępcą szefa, a w listopadzie/grudniu 1952 p.o. szefa Służby Wywiadu Zagranicznego NRD. Od lipca 1953 do listopada 1955 szef grupy zarządu i kontroli i I zastępca Głównego Zarządu XV Stats–Sekretariatu Bezpieczeństwa Państwowego Ministerstwa Spraw Wewnętrznych NRD ds. operacyjno-technicznych, w maju 1954 mianowany pułkownikiem, od listopada 1955 do jesieni 1957 I zastępca Głównego Wydziału XV/Głównego Zarządu Wywiadu MBP NRD, 1958–1960 szef gabinetu szkolno-metodycznego Głównego Wydziału Kadr i Szkolenia MBP NRD, następnie na emeryturze.
Z racji sprawowanych funkcji był „skoszarowany” w partyjno-rządowym osiedlu kierownictwa NRD wokół Majakowskiring w Berlinie-Pankow. Odznaczony Orderem Karla Marksa (1966).